# Tomás Morosini
Tomás Morosini (em italiano: Tommaso Morosini; Veneza, c. 1170/1175  — Tessalônica, junho/julho de junho de 1211) foi o primeiro patriarca latino de Constantinopla, reinando entre 1204 e a sua morte.

## História
Morosini era apenas um subdiácono quando foi eleito patriarca pelos venezianos logo após o saque de Constantinopla pela Quarta Cruzada e a fundação do Império Latino. A princípio, sua eleição foi contestada como não canônica pelo papa Inocêncio III, mas, em 1205, ele foi forçado a reconhecer o fait accompli e o status de Morosini. Seu reinado foi conturbado e só fez reduzir o prestígio da função. Sua relação com a corte do imperador latino Henrique de Flandres foi difícil por conta de questões de jurisdição, acusações de desvio de dinheiro do tesouro da Grande Igreja e, principalmente, por sua promoção descarada do clero veneziano para os maiores cargos eclesiásticos.
O patriarca latino também não conseguiu reconciliar os gregos ortodoxos, tanto o povo quanto o clero, com o governo católico. Ao invés de obedecer, eles se submeteram à autoridade do Império de Niceia, o estado sucessor bizantino na região. Após a sua morte, a sé episcopal de Constantinopla permaneceu vaga até a eleição, em novembro de 1215, do bispo Gervásio de Heracleia (Gervais).